# 小斯特拉季伊夫卡
48°25′36″N 29°11′40″E / 48.42667°N 29.19444°E
小斯特拉季伊夫卡（烏克蘭語：Мала Стратіївка），是烏克蘭的村落，位於該國西南部文尼察州，由海辛區負責管轄，始建於1798年，面積1.53平方公里，海拔高度179米，2001年人口755。